# A Walk to Remember (roman)
A Walk to Remember er en roman af den amerikanske forfatter Nicholas Sparks, der blev udgivet i oktober 1999. Romanen, der foregår i midten af 1950'erne i Beaufort, North Carolina, er en historie som to teenagere, der forelsker i hinanden, trods deres forskellige personligheder. A Walk to Remember blev filmatiseret til en film af samme navn.

## Forfatterskab
Sparks skrev manuskriptet til A Walk to Remember, hans tredje roman, i sommeren 1998. Han skrev det i North Carolina, som er stedet for romanen. Ligesom i hans første udgivne roman The Notebook, blev A Walk to Remembers prolog skrevet til sidst. Titlen A Walk to Remember blev taget fra en af de sidste sider af romanen: "In every way, a walk to remember." ("Det blev på enhver måde, en rejse værd at huske.") Romanen er skrevet i jeg-person og hovedpersonen er en 17-årig dreng, der lever i 1950'erne.
Romanen var inspireret af Sparks' søster, Danielle Sparks Lewis, som senere døde af kræft i juni 2000. Selvom historien stort set er fiktion, er særlige dele baseret på virkelige oplevelser. For eksempel friede Sparks' søsters mand til søsteren, trods diagnosen. Efter hendes død, sagde han i mindetalen: "... Jeg tror ikke, kun jeg skrev den her bog, for at du kunne lære min søster at kende, men også for at I kunne høre hvilken smuk ting hendes mand gjorde for hende."

## Plot
Historien starter med en prolog af Landon Carter i alderen af 57. Resten af historien finder sted, da Landon er en 17-årig dreng, der går på tredje og sidste år af high school . Landon bor i den mindre religiøse by Beaufort, North Carolina . Hans far er en genial, karismatisk kongresmedlem.
Faren er ikke meget involveret i Landons liv, da han bor i Washington, D.C., samtidig med at Landon er meget indelukket, hvilket kun skaber besvær i deres forhold. Landons far presser til at stille op til elevrådsformand.  Landons bedste ven, Eric Hunter, som næsten er den mest populære dreng i skolen, hjælper ham og til sin overraskelse, vinder Landon valget . Som elevrådsformand skal Landon deltage i skoleballet med en ledsagerske . Han spørger mange piger, men ingen vil gå med ham. En aften kigger han sin årbog igennem, for at finde en acceptabel pige . Siden ingen lader til at ville gå med ham, spørger han modvilligt Jamie Sullivan, datter af Hegbert Sullivan, som er Beauforts præst, som gerne vil gå med ham . Da Jamie er meget religiøs og har en bibel med sig, hvor end hun går, er det meget ydmygende for en populær elev som Landon, at følges med en som Jamie. Da Landon, til skoleballet, bliver truet af Lew , kommer Jamie ham til undsætning, hvilket Landon sætter stor pris på. Til sidst på aftenen indrømmer Landon, at Jamie muligvis er den bedste ledsagerske man kunne ønske sig .
Et par dage senere spørger Jamie Landon, om han vil være med i skolens opsætning af "The Christmas Angel" . Landon er ikke meget begejstret for at deltage i opsætningen, men indvilliger alligevel . På den anden side, kunne Jamie ikke være mere glad for sin nye skuespilskammerat. Landon ved, at hvis hans venner får at vide at han er med i opsætningen, vil han blive offer for en masse drilleri . En dag efter prøver på teaterstykket, spørger Jamie om Landon, om han vil følge hende hjem: dette bliver hurtigt en vane for de to venner. Et par dage senere driller Eric parret på deres vej hjem og Landon bliver meget pinlig berørt over, at følges med Jamie . Men samtidig lærer Landon om alle de personer og ting Jamie beskæftiger sig med i sin fritid, bl.a. med at hjælpe på et børnehjem. Landon og Jamie besøger børnehjemmet for at diskutere en mulig visning af "The Christmas Angel" på børnehjemmet , men deres forslag bliver hurtig afvist af Mr. Jenkins . På vejen til børnehjemmet, fortæller Jamie Landon, at alt hun vil opleve, i sit liv, er at blive gift i en kirke fuldt med folk og have sin far til at følge hende op af kirkegulvet. . Landon synes, det er et underligt ønske, men accepterer det alligevel, for i virkeligheden er han begyndt at nyde at være sammen med Jamie.
En dag, da de er på vej hjem, råber Landon af Jamie og han siger, at han ikke vil være ven med hende mere . Den næste dag, ved premieren af The Christmas Angel, kommer Jamie ind på scenen, klædt ud af som engel , hvilket får Landon til at sige, "Du er smuk", og mene det, for første gang. Efterfølgende spørger Jamie Landon, om han vil følge hende med rundt i byen og samle ind til forældreløse børns julegaver. . Da Landon er færdig med indsamlingen, er der kun knap 300 kr., men da han giver samlebøssen til Jamie, er der pludselig 1200 kr. deri . Jamie fortsætter for at købe gaver til børnene og hende og Landon tilbringer deres juleaften på børnehjemmet . Jamies' julegave til Landon, er hendes afdøde mors bibel . Da de er kommet ind i bilen på vej hjem, indser Landon, hvordan han virkelig har det med Jamie. "Det eneste jeg kunne gøre, var at undre mig over, hvordan jeg overhovedet kunne forelske mig i en pige som Jamie Sullivan.". Han inviterer hende hjem til sit hjem til julemiddag og den næste dag, besøger Landon Jamie hjemme hos hende, hvor de kysser for første gang, ude på verandaen . Bagefter spørger Landon Hegbert, om han må tage Jamie med på Flavin's, en lokal restaurant, nytårsaften. Til at starte med vil Hegbert ikke gå med til det, men da Landon fortæller, om sine følelser for Jamie , får de lov.
Nytårsaften spiser Jamie og Landon middag sammen og danser for første gang sammen . Et par uger senere fortæller Landon Jamie, at han er blevet forelsket i hende . Til hans overraskelse, insisterer Jamie på, at det kan ikke lade sig gøre. Landon forlanger en forklaring og  Jamie afslører, at hun er døende af leukæmi. Den følgende søndag, fortæller Hegbert til hele menigheden, at hans datter er døende . Jamie vender ikke tilbage til skolen den følgende mandag og det kommer frem, at hun er for syg og ikke vil vende tilbage til skole . En aften, mens de spiser middag hos Landon, fortæller Jamie Landon, "Jeg elsker også dig" for første gang . Et par uger senere, besøger Eric og Margaret Jamies hjem, hvor de begge undskylder for at have behandlet hende dårligt . Eric giver Jamie de 2000 kr., han havde indsamlet til børnehjemmet. Jamie nægter at bo på hospitalet, fordi hun vil dø i sit eget hjem. På et tidspunkt hjælper Landons far Jamie, ved at købe det bedste medicin og læger, så hun er i stand til at bo hjemme i den sidste tid. Gestussen af Landons far hjælper med at lukke hullet i hans og Landons forhold. En dag, hvor Landon sidder ved siden af en sovende Jamie, kommer han på en ide. Han løber til kirken for at finde Hegbert og spørger, om Jamies hånd. Hegbert er imod ideen,, men hans modstand mod ideen, bliver set som en velsignelse fra Landons side. Landon løber tilbage til Jamie og spørger, "Vil du gifte dig med mig?".
Landon og Jamie bliver gift i en kirke fuld af mennesker og det er Hegbert, der følger Jamie op af kirkegulvet. Da de når alteret siger Hegbert, "Jeg kan ligeså nemt give mit hjerte væk, som jeg kan give Jamie væk. Men det jeg kan, er at lade en anden dele den glæde, hun altid har givet mig.". Hegbert har oplevet meget smerte i sit liv, ved først at miste sin kone, og nu vide at hans eneste barn også snart vil være væk. Bogen ender med at Landon, fyrre år senere, i alderen af 57 fortæller historien og om at han stadig elsker Jamie og er fortsat med at bære hendes ring. Han færdiggør historien med at sige, "Forresten ved jeg nu, at mirakler kan ske."

## Karakterer
- Jamie Sullivan er den smukke datter af Beauforts præst Hegbert Sullivan. Hun har altid sit brune hår i en knude, har blå øjne og går oftest i nederdel og en brun sweater.[52] Jamie er rar mod alt og alle, ligegyldig hvordan andre behandler hende.[53] Hun går altid rundt en bibel, som, det viser sig, tilhørte hendes afdøde mor [54][55] Jamie, hvis navn blev lånt fra Sparks' redaktør, Jamie Raab,[56] har leukæmi; men romanen fremstiller hendes skæbne som tvetydig, hvilket har gjort at Sparks ofte er blevet spurgt, om hun overlevede sygdommen. Gennem handlingen i bogen er der hentydninger til at hun til sidst dør, hentydninger til at hendes tilstand forværres. Men det var svært for Sparks, fordi han i nogle af hans tidligere værker, også har ladet hovedpersonen dø, for hvilke Sparks har modtaget "rasende" reaktioner fra læsere. Sparks tænkte, at fordi hans søster også var i live, da han næsten var færdig med romanen, skulle Jamie også være i live. Sparks kommentere, "Som hun faktisk døde eller overlevede, er uklart og det er meningen. Hvis du vil have at Jamie overlevede, så overlevede hun. Hvis du vidste, at Jamie skulle dø, døde hun."[4] Hun gifter sig til slut med Landon.
- Landon Carter er født ind i en rig familie, selvom Sparks beskriver ham som en "typisk teenagedreng".[4] Landon er navnet på Sparks' tredje søn.[56] Hegbert kunne ikke lide Landon, pga. sidstnævntes rigdom, og var fordømmende overfor, sagt af Sparks, "en slags forsvarsløs" fyr. Til sidst lader Hegbart Landon gå ud med Jamie, da Hegbert så de positive forandringer i Landons attitude.[57] Han er hovedperson i bogen. Til slut gifter han sig med Jamie.
- Hegbert Sullivan er Jamies far. Han er præst for menigheden i Beaufort.[58] Hans kone døde kort tid efter at have født Jamie. Han er meget gammel med "gennemsigtig hud";[59] han er ofte gnaven, men hans datter siger, at han har "god humoristisk sans".[60] Han skrev det lokale skuespil, The Christmas Angel, men bibeholder sin stærke mistro mod Mr. Carter, pga. farens valg.[59][61]
- Mrs. Carter er mor til Landon Carter. "Hun er en rar dame, sød og blid."[62]
- Mr. Carter er far til Landon Carter. Han er medlem af kongressen i North Carolina og er væk ni ud af tolv måneder af året, fordi han bor i Washington D.C..[63][64]
- Angela Clark er Landons første kæreste og begynder efterfølgende blive kæreste med Lew.[65]
- Carey Denison er kasserer på Landons high school og spiller tuba. Han er proportionelt forkert, med arme, en stor overkrop og en pibende stemme.[66]
- Lew er Angela Clarks kæreste, som "er 20 og arbejder som mekaniker" og "altid går med hvid t-shirt med en pakke Camels i lommen".[11]
- Miss Garber er dramalærer på Landons high-school. "Hun er stor og 188 cm høj", med flammende rødt hår og bleg hud, som viser hendes fregner, også selvom hun er over fyrre." Hendes yndlingsord er "marvelous" ("fantastisk").[67]
- Eric Hunter er Landons bedst ven, som laver mere sjov, end faktisk at være en ven.[10] Den populære atlet på skolen, han er meget dominerende, men da hans ven rammes af tragedie, viser han, at han er sympatisk.[10][68][69]
- Eddie Jones er ikke vellidt af dramaafdelingen. Han skulle spille hovedrollen i skuespillet, men mister rollen, da Landon melder sig til at være med.[70] Han er ekstrem ynkelig.
- Jamies døde mor er en mindre rolle. Beskrevet som "en lille pjusket ting", døde hun af at føde Jamie og er meget savnet af Hegbert og Jamie.[13]

## Modtagelse
Romanen blev udgivet i oktober 1999 i hardcover-format og senere i en paperback-udgave. Den tilbragte næsten seks måneder på hardcover-bestsellerlisten og yderligere fire måneder, på tilsvarenden liste for paperback.
Romanen modtog blandende anmeldelser fra kritikerne. Sunday New York Post skrev, at den "aldrig mister spænding, rørende scener, meget medrivende  ... en bog du vil huske". African Sun Times ekkoede de tidligere kommentarer til bogen, ved at sige, "En så bemærkelsesværdig kærlighedshistorie som denne, ligesom dens forgængere, røre læsernes hjerter overalt i verden." New York Daily News komplimenterer Sparks med kommentaren, at Sparks "har skrevet en sød fortælling om ung, men dog evig kærlighed, og selvom han advarede os om både glæde og sorg, vil tårerne stadig komme." Clarissa Cruz fra bladet Entertainment Weekly, nedgør dog bogen med ordene, "Med denne gennemhullede prosa og handlinger i plottet, der kan forudses efter at have læst prologen, minder Nicholas Sparks' seneste udgivelse, A Walk To Remember, mere om en dårlig fritidsroman, end den minder om litteratur." Selvom romanen optræder som nummer 12 på Publishers Weeklys liste over bestsellere i 1999, beskrev de romanen med ordene "en nødtvungen aldringshistorie" og "forfatterens mest simple, formulariske og åbenlyse melodramatiske bog til dato". Theresea Parks fra Publishers Weekly fortsætter med at sige, at mange vil blive skuffet over bogen og argumenterer med, at "læserne vil måske blive frustreret over den monotone formular, som Sparks lader til at bruge hver gang." Hun skrev også at den, især, minder om The Notebook pga. dens sentimentale tricks, såsom flashback, som kendetegner The Notebook." Publishers Weekly udtrykker oveni også deres skuffelse over bogen.
Eda Kalkay skrev, at hun i høj grad nød at læse bogen. Hun fremhæver, hvor god en person Jamie er, og hvor god en forfatter Nicholas Sparks er. "Denne bog lader læserne udforske deres egne følelser og genkalde deres minder om kærlighed." Kalkay nævner andre bøger af Sparks (Message In a Bottle, The Notebook) og fortæller også om dem. "Smerte og sorg ligger forude, men historien giver dig troen på, at kærlighedens styrke og at drømme kan gå i opfyldelse. Deres historie er uforglemmelig og samtidig med at du tørrer dine tårer væk, når du til en utrolig slutning – den slags historier som kun Nicholas Sparks kan fortæller  Hun opsummerer hele bogen op med ordene: "A Walk to Remember er en hjerteknusende fortælling om den første kærlighed og hvilke valg og skridt en person vil tage, for at gøre et andet menneske lykkeligt." 

## Adaptation
A Walk to Remember blev filmatiseret til en film af samme navn, og blev derefter Sparks' anden bog, der er blevet adapteret til det store lærred efter Message in a Bottle kom i 1999. Sparks solgte filmrettighederne til Warner Bros. i december 1998, flere måneder efter udgivelsen af romanen. Filmen blev instrueret af Adam Shankman og produceret af Denise DiNovi og Hunt Lowry for Warner Bros.; filmen havde premiere 25. januar, 2002.
I filmen medvirker sangeren og skuespilleren Mandy Moore (Jamie) og Shane West (Landon), og handlingen foregår nu sidst i 1990'erne. Sparks og produceren tænkte, at fordi filmen var passende til teenagere "fordi budskabet blev tydeligt givet", var de nødt til at gøre adaptationen mere nutidig.